# Under the Bridge
Under the Bridge – rockowa piosenka zespołu Red Hot Chili Peppers pochodząca z albumu Blood Sugar Sex Magik wydanego w 1991 roku. Utwór jest balladą, nietypową dla dotychczasowego funkowego brzmienia formacji RHCP.

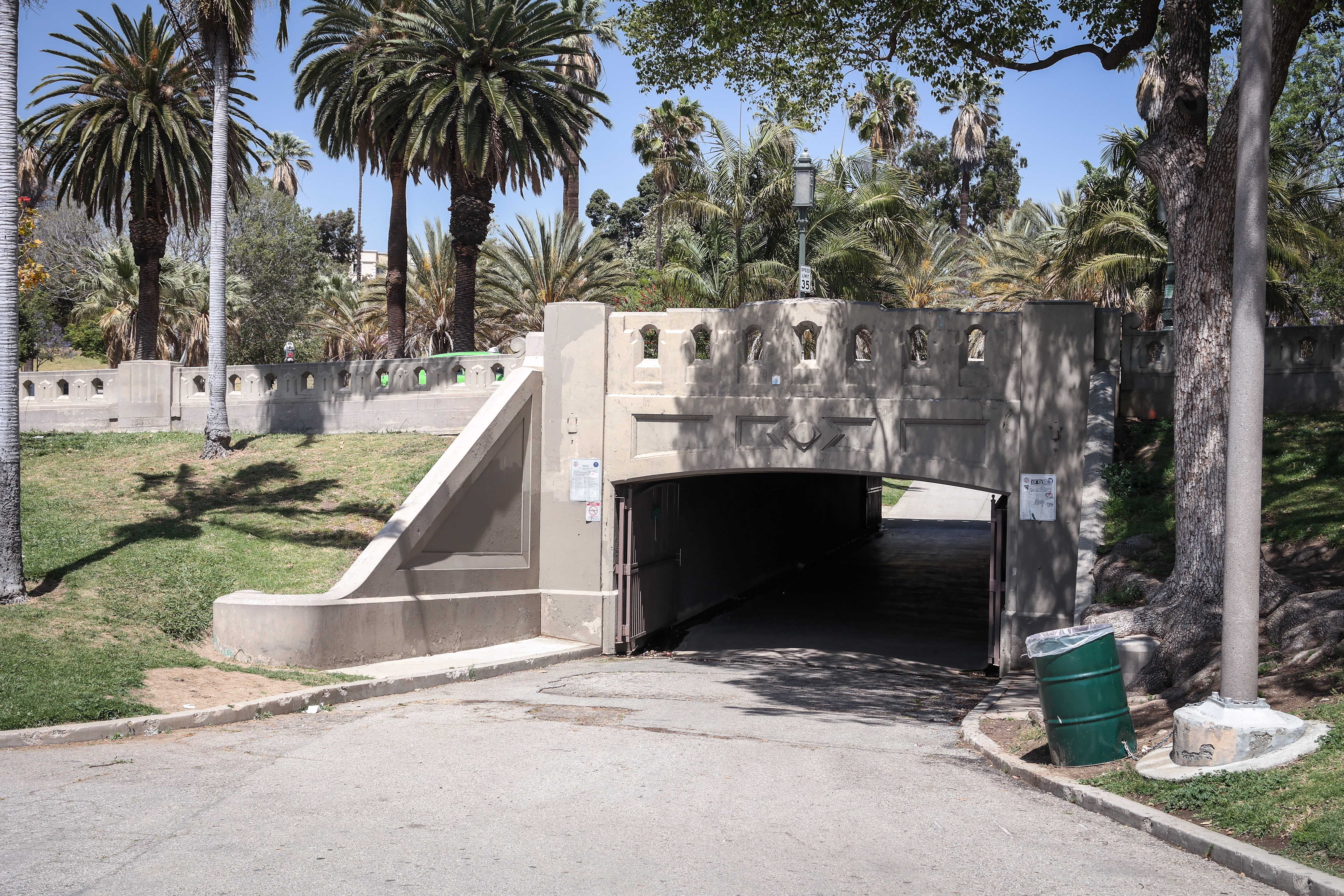
Przejście w parku MacArthura, które miało być inspiracją dla Kiedisa

Tekst piosenki wydaje się dość prosty, lecz ma on drugie dno. Anthony Kiedis napisał „Under the Bridge” uświadomiwszy sobie spustoszenie jakie czyni heroina wśród tych, których wciągnęła w nałóg. Znalazł się pośród nich gitarzysta RHCP Hillel Slovak, który zmarł po przedawkowaniu heroiny w wieku 26 lat. Sam Kiedis wcześniej również używał tego narkotyku. Most w piosence to przejście w parku MacArthura w Los Angeles, gdzie wokalista miał zaopatrywać się w narkotyki.